# Чхорін (королева)
Чхорін (кор.철인왕후; ханча 哲仁王后; нар. 27 квітня 1837 — 12 червня 1878) — королева-консорт держави Чосон та дружина короля Чхольджона. Вона була відома як королева-вдова Мьонсун (кор. 명순대비) після смерті свого чоловіка та під час правління короля Коджона. Коли король Коджон проголосив Корейську імперію, королева посмертно отримала титул «Чхорін, Визначна імператриця» (кор.철인장황후, ханча 哲仁章皇后).

## Біографія

### Раннє життя та шлюб
Пані Кім народилася в новому клані Кім з Андону (кор. 신 안동 김씨; ханча: 新 安東 金氏) 27 квітня 1837 року. Вона була старшою дочкою Кім Мун Ґуна (кор. 김문근; ханча 金汶根) і його другої дружини, пані Мін з клану Йохин Мін.
Пані Кім зазвичай не була близькою зі своїми батьками та родиною, була відомою як небагатослівна жінка. Їй було важко показувати свої почуття оточуючим.
Через маніпуляції клану Кім з Андону, 14-річна пані Кім вийшла заміж за 20-річного короля Чхольджона 17 листопада 1851 року. Кажуть, що як королева вона не була залучена, не підтримувала політику свої родини й трималася осторонь.
Після того як пані Кім стала королевою-консортом, її матір, пані Мін, отримала королівський титул «Внутрішня принцеса-консорт Хін Ян із клану Йохин Мін», тоді як її батько, Кім Мун Ґун, отримав королівський титул «Внутрішній принц Йонин». Перша дружина Кім Мун Ґуна, пані Лі, здобула королівський титул «Внутрішня принцеса-консорт Йонан з клану Йонан Лі», оскільки вона також вважалася матір'ю пані Кім.
Зрештою 22 листопада 1858 року пані Кім народила сина, принца Лі Юн Джуна, але він помер через 6 місяців і 3 дні, 25 травня 1859 року.
Коли король Чхольджон занедужав, Велика королева-вдова Сінджон побачила можливість просувати справи клану Пун Ян Джо, який був єдиним справжнім суперником клану Кім з Андону.

### Життя королеви-вдови
33-річний король Чхольджон помер 16 січня 1864 року у палаці Чхандок у залі Теджоджон. Причина його смерті неоднозначна, оскільки про неї не було чітких офіційних записів. Дехто припускає, що причиною смерті Чхольджона могло бути захворювання печінки або туберкульоз.
Згідно «Щоденнику самоаналізу», відколи Чхольджон зійшов на трон, у нього була слабка травна система, що викликало ряд хронічних захворювань. Чхольджон також мав симптоми астми, і він досить легко засутджувався. Таким чином, трон залишився вакантним і потребував спадкоємця.
Вибір наступного правителя перебував у руках трьох вдів: королеви Хьою, вдови наслідного принца Хемона і матері короля Хонджона, королеви Мьонхон, вдови Хонджона, і королеви Мьонсун, вдови короля Чхольджона. До королеви Хьою звернувся І Ха Йон, нащадок короля Інджо (правління 1623—1649). Сімейна гілка І Ха Йона належала до маловідомої лінії походження клану Чонджу І. Сам І Ха Йон не мав права на престол через закон, який передбачав, що будь-який можливий спадкоємець повинен бути частиною покоління після останнього правителя, але його другий син І Мьон Бок (майбутній король Коджон) був можливим наступником.
Щойно звістка про смерть Чхольджона дійшла до І Ха Йона, він і клан Пун Ян Джо забрали королівську печатку, фактично надавши королеві Сінджон абсолютну владу вибирати наступника престолу. До того моменту, коли смерть Чхольджона стала відомою, клан Кім з Андону був безправним згідно із законом.
16 січня 1864 року Велика королева-вдова Сінджон призначила І Мьон Бока принцом Іксоном, а наступного дня його батько отримав титул Великого Внутрішнього Принца (Тевонґун). Кілька днів по тому, 21 січня, І Мьон Бок був зведений на престол як король Коджон, а вдова королева Сінджон почала своє регентство. Оскільки Коджону було 12 років, королева Сінджон запросила Тевонґуна допомогти його синові правити. Вона фактично відмовилася від свого права бути регентом. Хоча вона зберегла титул, Тевонґун фактично був справжнім правителем.
Королева-вдова Мьонсун марно правила 14 років, після чого Тевонґун вигнав її і знищив владу клану Кім з Андону, а незабаром після цього владу клану Пун Ян Джо.
Вона померла 12 червня 1878 року в палаці Чхангьон в залі Янхва і похована в Єрині (Сеул) разом зі своїм чоловіком.